# Mexikanischer Vieraugenkrake
Der Mexikanische Vieraugenkrake (Octopus maya) ist ein großer Kopffüßer aus der Gattung der Oktopusse. Er lebt im Golf von Mexiko. Erstmals beschrieben wurde er von Gilbert L. Voss und M. Solis Ramirez im Jahr 1966.

## Merkmale

### Anatomie
Octopus maya hat eine Mantellänge von 12 Zentimeter und erreicht eine Gesamtlänge von 1,3 Meter. Er wird bis zu fünf Kilo schwer.
Die Tentakeln erreichen die 3- bis 4,5-fache Länge des Mantels. Die lateralen Arme sind in der Regel die längsten. Octopus maya besitzt an jedem Tentakel 2 Reihen von Saugnäpfen. Vergrößerte Saugnäpfe sind nicht vorhanden. Bei männlichen Vieraugenkraken bildet der dritte rechte Arm den Hectocotylus, dessen Länge etwa 80 % der übrigen Arme erreicht. An der Spitze befindet sich die Ligula, die 1,5 bis 2 % der Armlänge ausmacht. Der Calamus ist von mittlerer Größe mit rund 25 % der Ligula-Länge.
Die Velarhaut weist eine moderate Tiefe auf. Sie reicht an den Seitenarmen am tiefsten und bedeckt dort 20–30 % der Armlänge. Die Übergänge an den dorsalen Armen sind am flachsten. Eine interbrachiale Schwimmblase ist nicht vorhanden. Die Kiemen besitzen 9 bis 10 Lamellen pro Demibranch. Das Trichterorgan hat ein W-förmiges Aussehen, wobei die Schenkelseiten ungefähr gleich lang sind. Die Radula besteht aus neun Elementen, sieben Zahnreihen und Randplatten. Der deutlich ausgeprägte Kropf bildet eine Nebenabzweigung der Speiseröhre.

### Aussehen und Tarnung
Octopus maya weist ein variables Farbmuster aus einem einheitlichen Dunkelbraun und gleichmäßige helle, cremefarbene Sprenkel auf. Falsch-Augenflecken (Ocellen) sind vorhanden und bilden zwei dunkle Flecken mit jeweils einem zentralen Lichtpunkt und einem hellen Außenring. Quer am dorsalen Mantel befinden sich einige weiße Flecken, die sich vereinzelt auch am leicht anterioren Mittelpunkt des Mantels fortsetzen. Wie alle Echten Kraken kann Octopus maya sein Aussehen der Umgebung anpassen. Diese Tarnung ist eine Kombination aus verschiedenen Chromatophoren und einer Veränderung der Hauttextur.

## Lebensweise

### Ernährung
Der Mexikanische Vieraugenkrake ernährt sich von Krabben (bevorzugt von Menippe mercenaria, einer Steinkrabbe), Schnecken und kleinen Fischen. Octopus maya wird wiederum hauptsächlich von Zackenbarschen und Spanischen Makrelen gejagt.

### Lebensraum
Der Octopus maya lebt im Golf von Mexiko in einer Tiefe von bis zu 50 Meter unter dem Meeresspiegel. Er kommt dort an den Küsten von Campeche und der Halbinsel von Yucatán vor. Der Mexikanische Vieraugenkrake lebt vorzugsweise in seichtem Wasser, in Wiesen aus Seegras, Shell-Untergrund und in Korallenriffen.

### Fortpflanzung
Wie alle Echten Kraken übertragen die Männchen ihr Sperma als sogenannte Spermatophoren. Diese werden mit einem speziellen Tentakel, dem Hectocotylus, an das Weibchen übertragen. Die Laichzeit ist von September bis Dezember, in der die Weibchen ihre Eier in girlandenartigen Gebilden anordnen. Diese werden in Felsspalten oder Molluskenschalen gelegt. Die Eier sind relativ groß und haben einen Durchmesser von 17 Millimeter. Sie werden in einer geringen Anzahl von unter 2000 Stück produziert. Die Brutzeit beträgt 50 bis 65 Tage. Die Jungtiere verlassen nach dem Schlüpfen sofort das Nest und führen ein benthisches Leben, bis sie ausgewachsen sind. Die Lebensdauer beträgt ein bis zwei Jahre.

## Wirtschaftliche Bedeutung
Der Mexikanische Vieraugenkrake wird in großem Umfang befischt. Gefangen werden die Tiere mit Köderleinen. Ende der 1980er Jahre lag der jährliche Durchschnitt bei 5000 bis 8000 Tonnen. Im Jahr 2000 wurde der Fang auf 9000 Tonnen geschätzt. Die FAO-Produktionsstatistik meldete im Jahr 2010 einen Fang von rund 8000 Tonnen.